# Юрий (Джуджар)
Юрий Джуджар (серб. Ђура Џуџар / Đura Džudžar; род. 22 апреля 1954, г. Джурджево) — сербский грекокатолический епископ Руски-Крстура с 6 декабря 2018 года.

## Биография
Родился в апреле 1954 года в г. Джурджево в семье Владимира и Натальи. Учился в малой украинской семинарии в Риме, изучал философию и богословие в Папском Урбанианском университете, рукоположен в священники 7 сентября 1980 года. В 1981 году в Папском восточном институте получил лиценциат по восточному церковному праву. Учебу завершил в 1985 году, получив степень доктора канонического права.
До 2001 года Юрий Джуджар 15 лет работал в Конгрегации Восточных Церквей в Риме и был сотрудником украинской службы Радио Ватикана.

## Епископство
3 марта 2001 года Папа Римский Иоанн Павел II назначил священника Юрия Джуджара епископом-помощником Мукачевской грекокатолической епархии и титулярным епископом Акрассуса. Архиерейская хиротония состоялась в Ватикане 19 марта 2001 года в базилике св.Петра. Хиротонию совершил Папа Иоанн Павел II с кардиналами Анджело Содано и Джованни Баттиста Ре.
В своей проповеди после рукоположения Иоанн Павел II сказал: «В конце обнимаю с любовью тебя, монсеньор Юрий Джуджар, которого я избрал помощником ординария Мукачево на Закарпатье, в Украине — стране, которую среди немногих я с Божьей милостью буду рад посетить, и которой я посылаю искренние пожелания добра».

## Апостольский экзарх
28 августа 2003 года на праздник Успения Пресвятой Богородицы Ватикан объявил, что папа Иоанн Павел II утвердил решение об учреждении экзархата для грекокатоликов Сербии и Черногории с центром в деревне Руски-Крстур. Новый грекокатолический экзархат выделен из состава Крижевицкой епархии. Юрий Джуджар стал первым апостольским экзархом.
19 января 2013 года Апостольский экзархат Сербии и Черногории получил название Апостольский экзархат Сербии.

## Ординарий епархии
6 декабря 2018 года папа Франциск дал экзархату статус епархии. Первым епископом «Епархии святого Николая с центром в Руски-Крстуре» папа назначил экзарха Юрия Джуджара.